# Otocryptis
Otocryptis — рід ящірок з родини Агамових. Має 2 види. Інші назви «кенгурові ящірки» та «приховановухі агами».

## Опис
Загальна довжина представників цього роду коливається від 11 до 22 см. Колір шкіри коричневий з червонуватим відтінком. Самці темніше за самок. Хвіст довше за тулуб. Голова коротка й тупа з великими опуклими очима. кінцівки досить міцні. Задні довше й більше за передні. Є довга горлова торба. особливістю цих агам є відсутність зовнішньої барабанної перетинки. Звідси їх назва. У самців горлова торба більша ніж у самиць. У виду Otocryptis nigristigma є чорні плями на горловій торбі.

## Спосіб життя
Полюбляють дощові ліси, плантації сільськогосподарських культур, садиби, виноградники. Зустрічаються досить високо у горах. Активні вдень. Ховаються біля дерев. Пересуваються по землі. Ці агами пересуваються на задніх лапи, звідси їх назва кенгурові ящірки. Гарно також лазають по деревах. Харчуються комахами, їх личинками, пагонами рослин.
Це яйцекладні ящірки.

## Розповсюдження
Мешкає у південній Індії та на о. Шрі-Ланка.

## Види
- Otocryptis nigristigma
- Otocryptis wiegmanni